# Leiopsammodius santaremi
Leiopsammodius santaremi är en skalbaggsart som beskrevs av Cartwright 1955. Leiopsammodius santaremi ingår i släktet Leiopsammodius och familjen Aphodiidae. Inga underarter finns listade i Catalogue of Life.